# Biladi
"Biladi" ("Mitt land"), är Palestinska självstyrets nationalsång, som togs i bruk 1996 genom Artikel 31 i dess självständighetsförklaring 1988. Den skrevs av Said Al Muzayin (även känd som Fata Al Thawra), musiken komponerades av egyptiern Ali Ismael, och sången blev känd som "Sången till den Palestinska revolutionen".
Sedan 1936 har "Mawtini" (sv. "Mitt hemland" ar. موطني) inofficiellt varit den nationalsång som användes av palestinier; den skrevs av Ibrahim Towqan och komponerades av libanesen Mohammad Flaifel.

## Biladis arabiska text
بلادي يا أرضي يا أرض الجدود
بلادي بلادي بلادي 
يا شعبي يا شعب الخلود
بعزمي وناري وبركان ثأري وأشواق دمي لأرضي وداري
صعدت الجبال 
وخضت النضال 
قهرت المحال عبرت الحدود
بلادي بلادي
بلادي 
يا شعبي يا شعب الخلود
بعزم الرياح ونار السلاح وإصرار شعبي بأرض الكفاح
فلسطين 
داري فلسطين ناري فلسطين 
ثأري وأرض الصمود
بلادي بلادي 
بلادي 
يا شعبي يا شعب الخلود
بحق القسم تحت ظل العلم 
بأرضي وشعبي ونار الألم
سأحيا فدائي
وأمضي فدائي وأقضي فدائي 
الى أن تعود بلادي 
بلادي يا شعب الخلود

## Svensk översättning
Mitt land, mitt land, mitt land, mina förfäders land.
Hjälte, hjälte, hjälte, mitt folk, eviga folk.
Med min beslutsamhet, min eld, och min hämnds vulkan, med längtan i mitt blod, efter mitt land och mitt hem,
har jag bestigit bergen, och utkämpat krigen, har jag erövrat det omöjliga, och överskridit gränserna.
Med vindarnas beslut och gevärens eld, och min nations beslutsamhet, i landet av kamp,
Palestina är mitt hem. Palestina är min eld.
Palestina är min hämnd och det uthärdande landet.
Med eden under skuggan av fanan, med mitt land och nation, och smärtas eld,
vill jag leva som en krigshjälte, vill jag förbliva som en krigshjälte, vill jag sluta som en krigshjälte -  tills mitt land kommer åter,
krigshjälte.

## Engelsk översättning
My country, my land, land of my ancestors

My country, my country, my country

My people, people of perpetuity

With my determination, my fire and the volcano of my revenge

With the longing in my blood for my land and my home

I have climbed the mountains and fought the wars

I have conquered the impossible, and crossed the frontiers

My country, my country, my country

My people, people of perpetuity

With the resolve of the winds and the fire of the guns

And the determination of my nation in the land of struggle

Palestine is my home, Palestine is my fire, Palestine is my revenge and the land of endurance

My country, my country, my country

My people, people of perpetuity

By the oath under the shade of the flag

By my land and nation, and the fire of pain

I will live as a fida'i*, I will remain a fida'i, I will end as a fida'i - until my country returns

My country, people of perpetuity.
- fida'i = en som riskerar sitt liv frivilligt; en som offrar sig själv; fedayeen.

## DMG-translitteration
bilādī yā 'arḍī yā 'arḍa l-ǧudūdi

fidāī fidāī fidāī yā šaʿbī yā šaʿba l-ḫulūdi

bi-ʿazmī wa-nārī wa-burkāni ṯa'rī

wa-'ašwāqi damī li-'arḍī wa-dārī

ṣaʿadtu l-ǧibāla wa-ḫuḍtu l-niḍāla

qahartu l-muḥāla ḥaṭamtu l-quyūda

fidāī fidāī fidāī yā šaʿbī yā šaʿba l-ǧudūdi

bi-ʿaṣfi r-riyāḥi wa-nār is-silāḥi

wa-'iṣrāru šaʿbī li-xawḍi l-kifāḥi

Filisṭīnu dārī Filisṭīnu nārī

Filisṭīnu ṯa'rī wa-'arḍu ṣ-ṣumūdi

fidāī fidāī fidāī yā šaʿbī yā šaʿba l-ḫulūdi

bi-ḥaqqi l-qasam taḥta ẓilli l-ʿalami

bi-'arḍī wa-šaʿbī wa-nāri l-'alami

sa-'aḥyā fidā'ī wa-'amḍī fidā'ī

wa-'aqḍī fidā'ī 'ilà 'an taʿūda bilādī

bilādī yā šaʿba l-ḫulūdi